# British Racing Green
British Racing Green is een groene kleur en de internationale racekleur van Groot-Brittannië. Hoewel er discussie bestaat rond de exacte tint voor British Racing Green wordt er in de huidige racerij een donkere, diepe kleur groen gebruikt. In de motorsport werd met British Racing Green slechts verwezen naar de kleur groen op zich, niet naar een specifieke tint. Om die reden is er door de jaren heen van vele verschillende tinten gebruikgemaakt.

## Origine
Ten tijde van de Gordon Bennett Cup stelde graaf Eliot Zborowski voor om elk land zijn eigen kleur te geven. Aangezien zowel de auto als de coureur uit hetzelfde land dienden te komen kon er geen misverstand bestaan over de te nemen kleur. Groot-Brittannië moest afwijken van zijn nationale kleuren rood, wit en blauw omdat die reeds vergeven waren aan respectievelijk Italië, Duitsland en Frankrijk.
De regels stelden dat de locatie van de volgende race werd bepaald door de winnaar van de voorgaande. Toen Selwyn Edge de race in 1902 won in een Napier voor het Verenigd Koninkrijk werd besloten de race van 1903 in Ierland te houden aangezien racen in Engeland verboden was. Als teken van respect voor de Ierse gastheren werden de auto's klaverblad groen gespoten. Aangezien de auto's reeds eerder met een lichte groene kleur reden werd deze aanpassing hartelijk ontvangen. De kleurverandering werd in eerst instantie alleen toegepast tijdens de grote races maar werd later vastgelegd in de Code Sportif International van de Fédération Internationale de l'Automobile(FIA)

## Internationale bekendheid

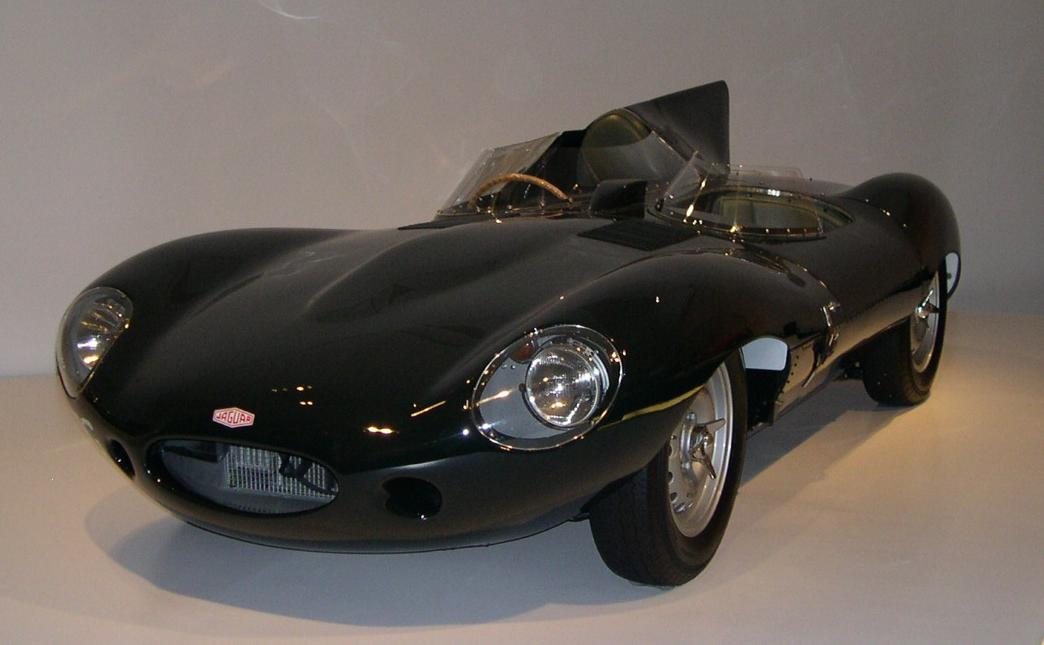
Een Jaguar D-Type uit 1955 in een donkere tint British Racing Green

In de jaren twintig van de twintigste eeuw waren de Bentleys zeer succesvol tijdens de races op het circuit van Le Mans. Zij reden allen in een midden tot donker groene kleurstelling. De eerste keer dat de donkerste groene kleuren opdoken was op de Bugatti van de Brit William Grover-Williams tijdens de eerste Grand Prix van Monaco in 1928. Deze kleur werd bekend als British Racing Green en werd veel gebruikt in de jaren 50 en 60 toen teams als Vanwall, Cooper en Lotus successen behaalden in de Formule 1. Aston Martin en Napier hielden vast aan hun lange geschiedenis en kozen voor lichtere tinten dan de andere Britse teams. Teams uit Australië, dat deel uitmaakt van de Britse Commonwealth namen de groene kleur over maar voegden daar na verloop van tijd Australische elementen aan toe zoals een gele of gouden streep.
Onder druk van meerdere teams werd de FIA in 1968 overgehaald om de regels aangaande de kleurstelling van de auto iets te versoepelen. In 1970 werd de verplichte kleurstelling in zijn geheel uit de regels geschrapt waarmee deze snel tot de geschiedenisboeken ging behoren. Sponsoren gingen in rap tempo het uiterlijk van de auto's bepalen.

## Modern gebruik

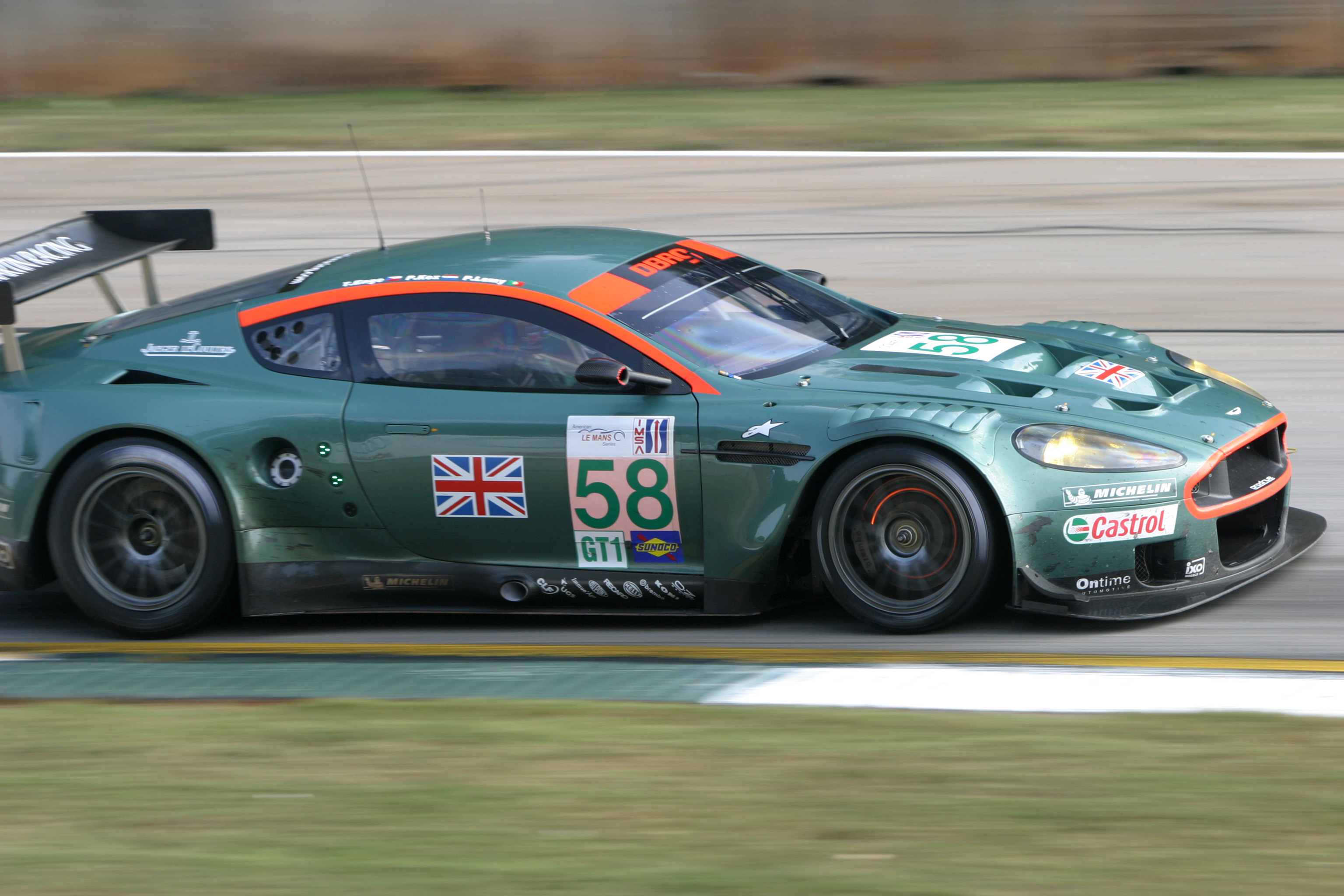
Een Aston Martin DBR9 gehuld in British Racing Green

De geschiedenis van British Racing Green werd nieuw leven ingeblazen in 2000 door Jaguar Racing in de Formule 1. Toen dit team echter werd verkocht aan Red Bull in 2004 verdween de kleur weer uit de Formule 1. Sindsdien hebben andere Britse fabrikanten de traditie ook weer overgenomen. Bentley racete in 2002 en 2003 op Le Mans in een zeer donkere tint groen. Aston Martin keerde terug naar duurraces met de DBR9 in een lichtgroene tint.
In 2021 kondigde Aston Martin hun terugkeer naar de Formule 1 aan, na een rebrand van het BWT-team. Hiermee gepaard introduceerden ze ook een livery met in British Racing Green.